# Sajószentpéter
Sajószentpéter è una città dell'Ungheria di 13.343 abitanti (dati 2001) . È situata nella contea di Borsod-Abaúj-Zemplén a 10 km dal capoluogo Miskolc

## Storia
La città è menzionata per la prima volta in un documento nel 1281 come Szentpéter (San Pietro). Cambiò nome in seguito, aggiungendo quello del fiume Sajó sulla cui riva è costruita. La zona apparteneva al Re. Fu distrutta e ricostruita nel 1466. Nel XVI e nel XVII secolo appartenne alle famiglie Rákóczi e Losonczy.
Dopo l'apertura di una miniera di carbone e di una fabbrica di vetro nel 1800 divenne una città industriale, in maniera ancora più marcata durante il periodo comunista.
Ottenne lo status di città nel 1989.

## Monumenti e luoghi d'interesse
- Casa natale di József Lévay
- Museo della Provincia

## Amministrazione

### Gemellaggi
- Dobšiná
- Kobiór